# ポタワトミー郡 (オクラホマ州)
ポタワトミー郡（英: Pottawatomie County）は、アメリカ合衆国オクラホマ州の郡である。人口は7万2454人（2020年）。郡庁所在地はショーニーであり、同郡で人口最大の都市である。ポタワトミー郡は、その全体でショーニー都市圏を構成し、オクラホマシティ・ショーニー広域都市圏に属している。

## 歴史
ポタワトミー郡となった地域は、元々ジョージア州とフロリダ州に住んでいたクリーク族とセミノール族がアメリカ合衆国政府から移住を強いられ、この地域を含む領域が与えられた。1866年、この2部族は南北戦争中にアメリカ連合国に味方していたために、連邦政府に土地を取り上げられた。この地域には、アイオワ族、サック・アンド・フォックス族、アブセンティ・ショーニー族、ポタワトミー族およびキカプー族が再移住で入った。
1891年にキカプー族を除く部族が土地を割り当てられ、居留地の土地は個々の部族員に割り付けられた後で、残りの土地にインディアンではない者達の入植が始まった。
ランドラッシュの時代にポタワトミー郡はB郡として組織化され、テクムセが郡庁所在地になった。1892年、郡民の投票で、ポタワトミー族に因んで郡名をポタワトミー郡とした。
1895年、キカプー族がその土地に対する権利を諦め、その土地は最後のランドラッシュに解放された。
1930年、この時にはテクムセよりも大きくなっていたショーニーの町が、住民投票により郡庁所在地になった。

## 地理
アメリカ合衆国国勢調査局に拠れば、郡域全面積は793平方マイル (2,055 km2)であり、このうち陸地788平方マイル (2,040 km2)、水域は6平方マイル (14 km2)で水域率は0.70%である。

### 隣接する郡
- リンカーン郡 - 北
- オクフスキー郡 - 北東
- セミノール郡 - 東
- ポントトク郡 - 南東
- マクレーン郡 - 南西
- クリーブランド郡 - 西
- オクラホマ郡 - 北西

## 人口動態

2000人口ピラミッド

以下は2000年国勢調査による人口統計データである。
| 基礎データ - 人口: 65,521人 - 世帯数: 24,540 世帯 - 家族数: 17,717 家族 - 人口密度: 32人/km2（83人/mi2） - 住居数: 27,302軒 - 住居密度: 13軒/km2（35軒/mi2） 人種別人口構成 - 白人: 79.88% - アフリカン・アメリカン: 2.89% - ネイティブ・アメリカン: 11.20% - アジア人: 0.60% - 太平洋諸島系: 0.11% - その他の人種: 0.65% - 混血: 4.67% - ヒスパニック・ラテン系: 2.36% 先祖による構成 - アメリカ人：19.6% - ドイツ系：12.2% - アイルランド系：11.3% - イギリス系：9.0% 言語による人口構成 - 英語: 96.6% - スペイン語: 1.6% | 年齢別人口構成 - 18歳未満: 25.8% - 18-24歳: 11.2% - 25-44歳: 26.9% - 45-64歳: 22.3% - 65歳以上: 13.8% - 年齢の中央値: 36歳 - 性比（女性100人あたり男性の人口） - 総人口: 93.4 - 18歳以上: 89.2 世帯と家族（対世帯数） - 18歳未満の子供がいる: 32.7% - 結婚・同居している夫婦: 56.5% - 未婚・離婚・死別女性が世帯主: 11.8% - 非家族世帯: 27.8% - 単身世帯: 24.0% - 65歳以上の老人1人暮らし: 10.5% - 平均構成人数 - 世帯: 2.55人 - 家族: 3.02人 収入と家計 - 収入の中央値 - 世帯: 31,573米ドル - 家族: 38,162米ドル - 性別 - 男性: 31,104米ドル - 女性: 21,460米ドル - 人口1人あたり収入: 15,972米ドル - 貧困線以下 - 対人口: 14.6% - 対家族数: 11.6% - 18歳未満: 18.9% - 65歳以上: 11.7% |

## 都市と町
- ショーニー（郡庁所在地）
- アシャー
- ベルモント
- ベセルエーカーズ
- ブルックスビル
- アールズボロ
- ジョンソン
- マコーム
- モード
- マクラウド
- ピンク
- セントルイス
- テクムセ
- トリビー
- ワネット
- オクラホマシティ †

† オクラホマシティはオクラホマ郡にあるが、小部分がポタワトミー郡内に入っている

## 郡政府とインフラ
パイオニア図書館システムがマクレーン郡、クリーブランド郡およびポタワトミー郡にある9都市の図書館支所を運営している。
オクラホマ州矯正省が、マクラウドの町に近い郡内未編入領域にあるメイベル・バセット矯正センターを運営している。